# گروسدوبراو
گروسدوبراو (به آلمانی: Großdubrau) یک شهر در آلمان است که در باوتسن واقع شده‌است. گروسدوبراو ۴٬۶۰۶ نفر جمعیت دارد.